# Mierzyn (Sikory)
Mierzyn – przysiółek wsi Sikory w Polsce, położony w województwie zachodniopomorskim, w powiecie gryfickim, w gminie Gryfice. Wchodzi w skład sołectwa Sikory.
W latach 1975–1998 przysiółek administracyjnie należał do województwa szczecińskiego.